# Paraclemensia acerifoliella
Paraclemensia acerifoliella är en fjärilsart som beskrevs av Fitch 1854. Paraclemensia acerifoliella ingår i släktet Paraclemensia och familjen bladskärarmalar. Inga underarter finns listade i Catalogue of Life.

## Bildgalleri

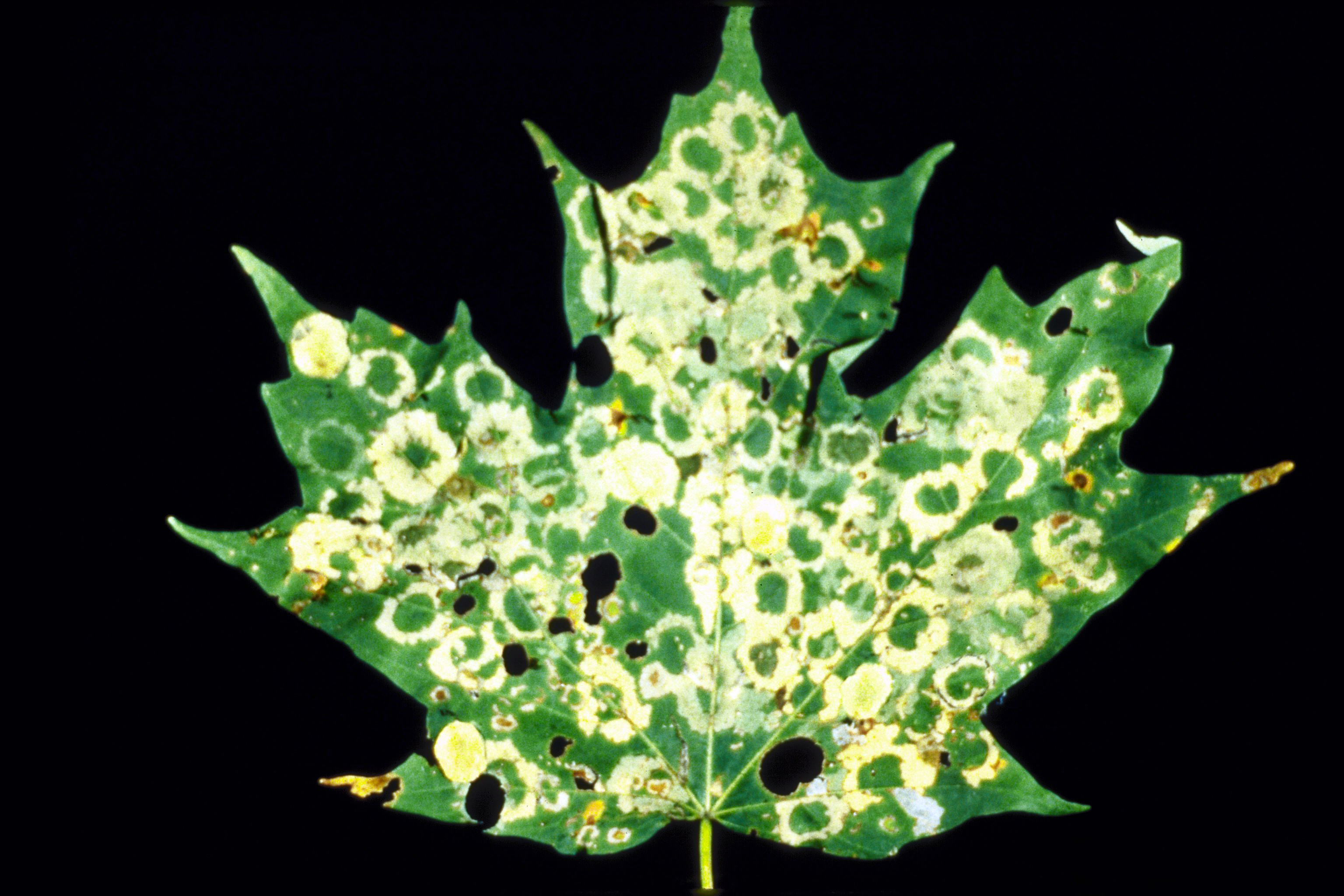
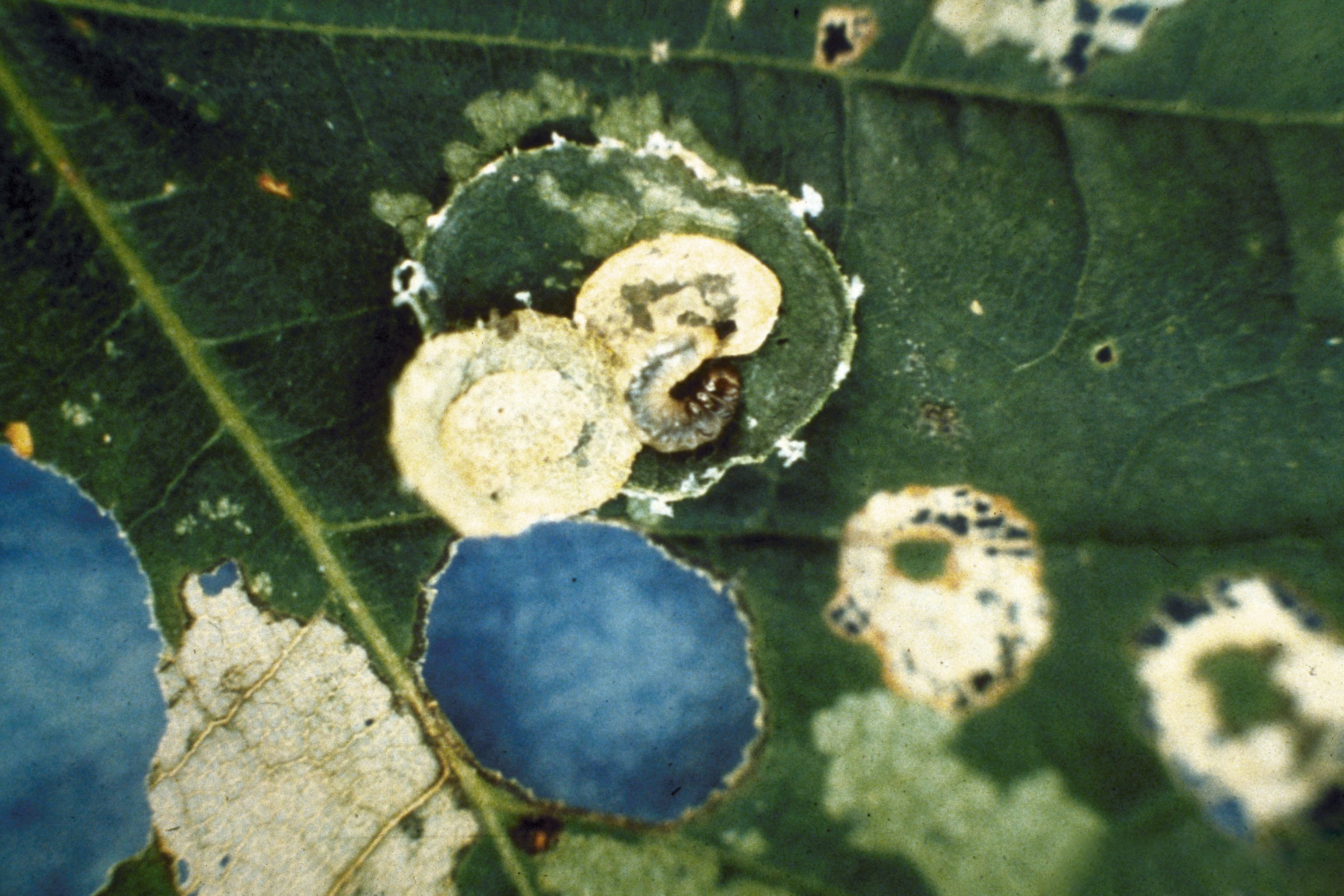
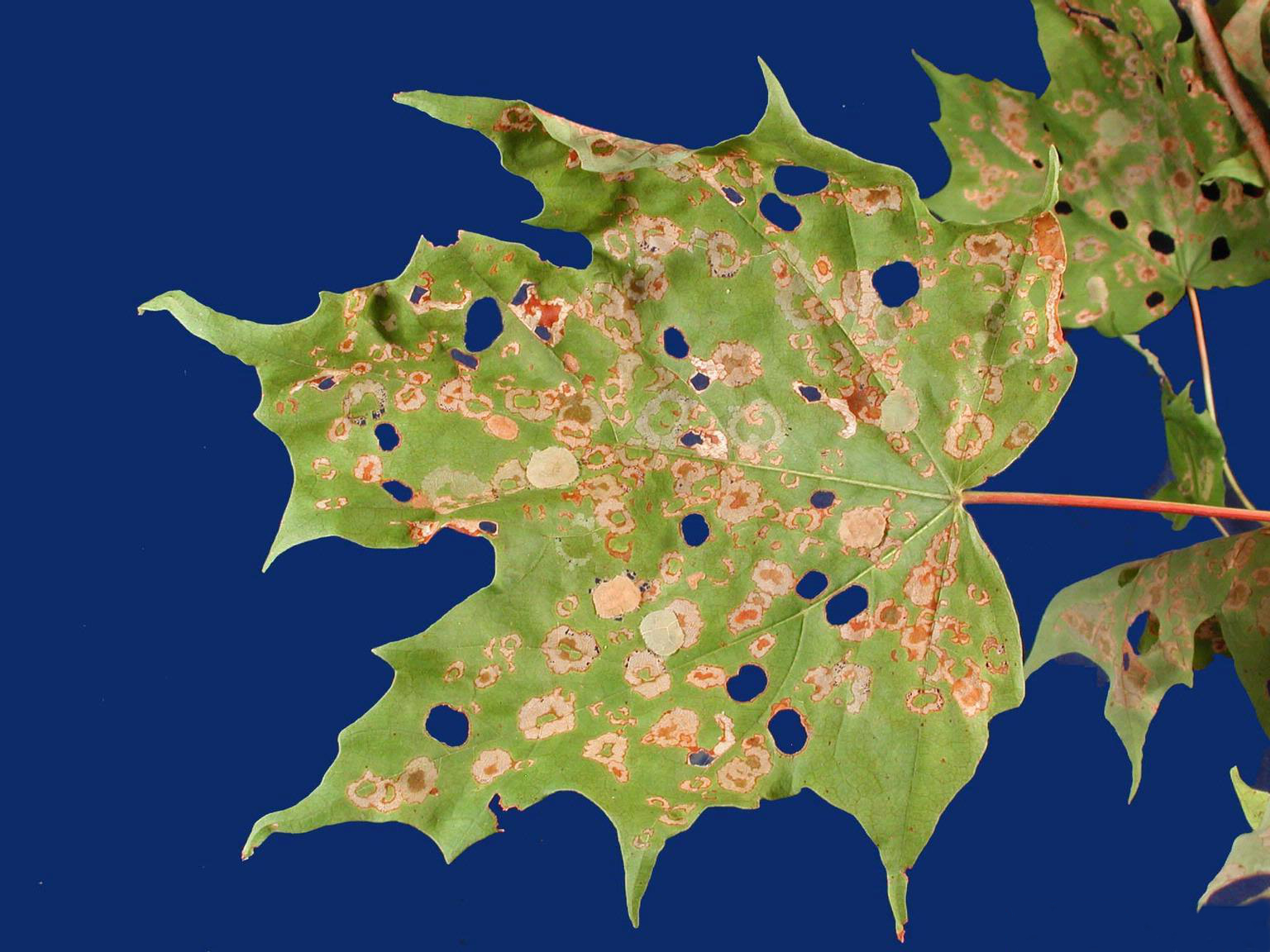
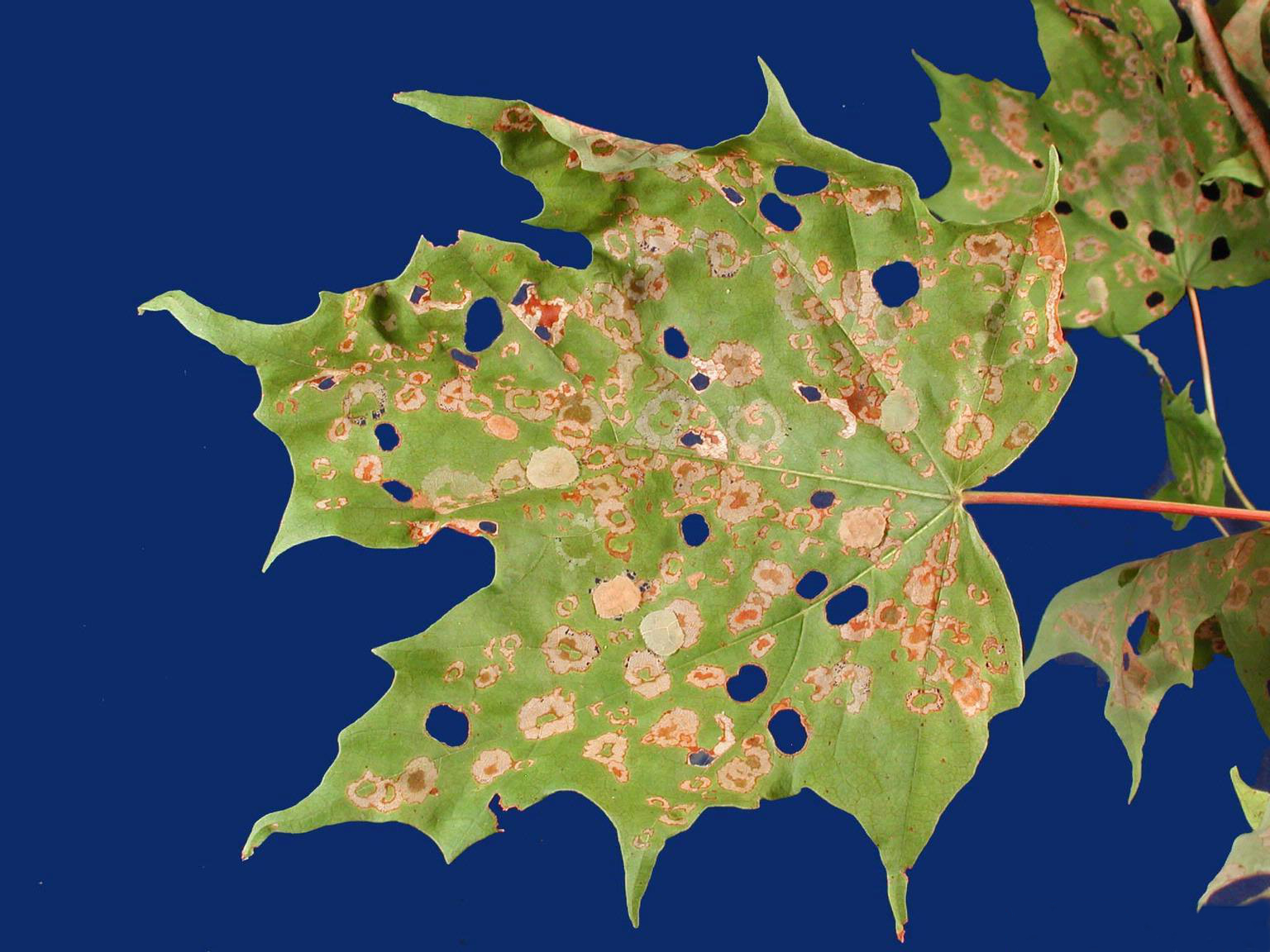